# Cantón Pujilí
Pujilí (en quichua: posada de juguetes), en su nombre completo San Buenaventura de Pujilí, es un cantón ecuatoriano, de la provincia de Cotopaxi. Su cabecera cantonal es la ciudad de Pujilí, lugar donde se agrupa gran parte de su población total. La cabecera cantonal se encuentra a 2.961 m s. n. m., en las laderas del monte Sinchahuasín. Se fundó en 1657.
El cantón presenta varios climas: templado en su zona urbana, frío en las regiones altas y cálido en áreas del subtrópico.
El cantón tiene un área de 1.305 km². La cantonización de Pujilí se produjo el 14 de octubre de 1852. En los alrededores de la ciudad, un lugar habitado antes de la llegada de los españoles, continúa con su tradición alfarera de primer orden, entre otras cosas se producen tejas esmaltadas de diversos colores, vajillas, juguetes y otros artículos decorativos.
De acuerdo con el Sistema Integrado de Indicadores Sociales del Ecuador, SIISE, la pobreza por necesidades básicas insatisfechas, alcanza el 87,8% de la población total del cantón. La población económicamente activa alcanza a 22.181 habitantes.
La ciudad de Pujilí y las parroquias de La Victoria y Guangaje integran la Conurbación de Latacunga debido a la cercanía geográfica con Latacunga, Salcedo y Saquisilí, además por los vínculos económicos, culturales y sociales que mantienen entre ellas.

## Historia
Fue fundado en 1657 sobre los terrenos de los Puxileos, pueblo indígena precolombino al pie del monte Sinchaguasín, dentro de la circunscripción de la Real Audiencia de Quito, el Asiento Doctrinero de San Buenaventura  de Puxili, por obra Franciscano Fray Eugenio López.
Posteriormente, obtuvo el título de Villa y fue administrado por cabildos. En el periodo republicano, a veinte años de la separación del Ecuador de la Gran Colombia y de la aprobación de la Constitución del Estado ecuatoriano, cuando Pujilí obtiene el  reconocimiento como Cantón, de conformidad con el decreto de la sexta Asamblea Nacional Constituyente, reunida en Guayaquil y presidida por Pedro Moncayo.
Los aportes de Pujilí a la cultura, al turismo y al desarrollo nacional son evidentes. El Danzanteverdadero ícono de esta zona-refleja una historia profunda,  que identifica a su pueblo con el pasado.

## Organización territorial
La ciudad y el cantón Pujilí, al igual que las demás localidades ecuatorianas, se rige por una municipalidad según lo estipulado en la Constitución Política Nacional. El Gobierno Municipal de Pujilí es una entidad de gobierno seccional que administra el cantón de forma autónoma al gobierno central. La municipalidad está organizada por la separación de poderes de carácter ejecutivo representado por el alcalde, y otro de carácter legislativo conformado por los miembros del concejo cantonal. El alcalde es la máxima autoridad administrativa y política del Cantón Pujilí. Es la cabeza del cabildo y representante del Municipio. El Concejo Cantonal está además conformado por 7 concejales (3 urbanos y 4 rurales), uno de ellos es elegido vicealcalde.
El cantón se divide en parroquias que pueden ser urbanas o rurales y son representadas por los Gobiernos Parroquiales ante la Alcaldía de Pujilí.

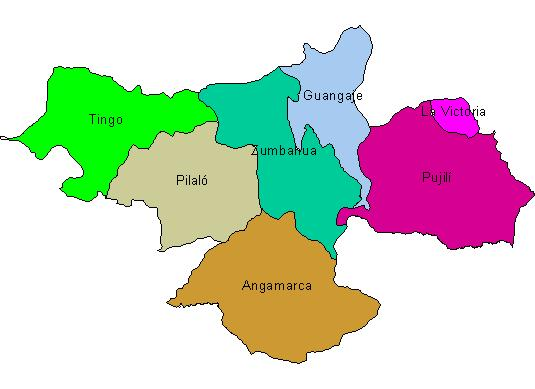
Parroquias del Cantón Pujilí

### Parroquia urbana
- Pujilí (cabecera cantonal)

### Parroquias rurales
- Angamarca
- Guangaje
- La Victoria
- Pilaló
- Tingo
- Zumbahua

## Características demográficas
De acuerdo con los datos presentados por el Instituto Ecuatoriano de Estadísticas y Censos (INEC), del último Censo de Población y Vivienda, realizado en el país (2001), Pujilí presenta una base piramidal ancha, que representa una población joven, a expensas de los grupos de edad comprendidos entre 0-19 años. 
La tasa media de crecimiento anual de la población es de 2,9 % (período 1990-2001).
En el área rural del cantón se encuentra concentrada un 92,7% de la población de Pujilí. La población femenina alcanza el 53,1%, mientras que la masculina, el 46,9%. El analfabetismo en mujeres se presenta en 37,08%, mientras que en varones: 20,09%.

### Servicios básicos
Un significativo porcentaje de la población carece de alcantarillado, apenas lo poseen el 15% de viviendas, mientras que el 44,07% dispone de algún sistema de eliminación de excretas.
Otros indicadores de cobertura de los servicios básicos son:
- Agua entubada por red pública dentro de la vivienda: 19%.
- Energía eléctrica 68,97%.
- Servicio telefónico 9,97%.
- Servicio de recolección de basuras: 12,23% de las viviendas.

En síntesis, el déficit de servicios residenciales básicos alcanza al 89,79% de viviendas.

## Himno
Letra del Himno a Pujilí
Coro
En la ruta de nobles destinos,
cual oasis de paz y de gloria,
para lustre de toda la historia
como siempre estarás, Pujilí.
I
Proclamado el augusto designio,
con la enseñanza de Buenaventura,
ya tu nombre surcando la altura
su jornada cubierta triunfal.
II
Pujilí, hoy tus hombres te juran
defender tu decoro y tu fama,
atizar de tu fe la gran llama
y vivir y luchar por tu honor.
III
¡Oh! bendito trabajo fecundo
y el sudor que llenó tus llanuras
los afanes, congojas, ternuras
que sellaron tu siglo feliz.
IV
Son tus próceres estirpes y blasones
aliciente a tu seno materno
y es prolífico, sano y eterno
de tus hijos el grato surgir.
• Letra: Antonio Aristarco Jácome
• Música: Luis Segovia Lema

## Fiestas de Pujilí

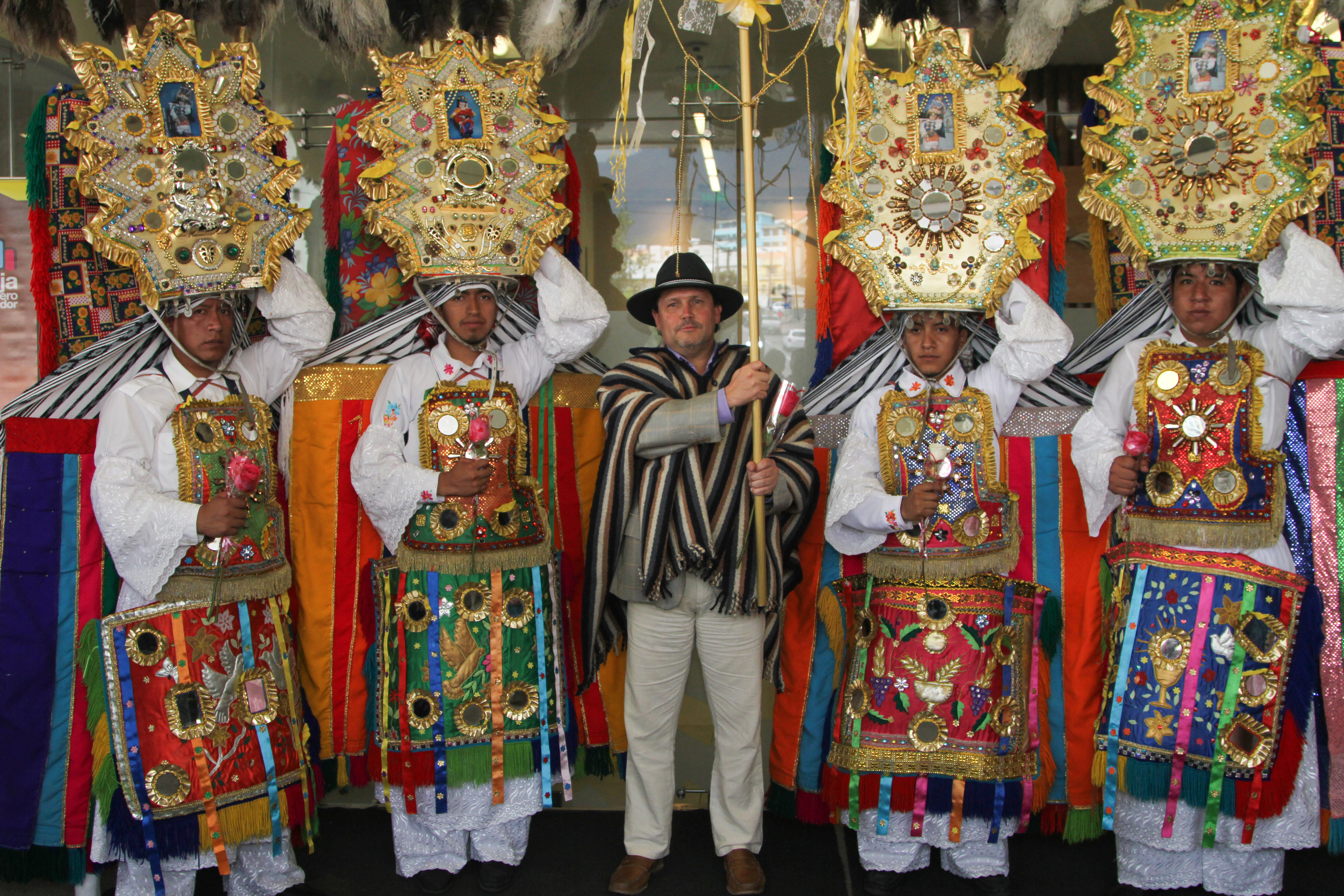
Danzantes del Corpus Christi

Fiestas de cantonización:  Cada año el 14 de octubre se celebra el decreto de cantonización de Pujilí y por ello la tierra del danzante  celebrara  con varios eventos culturales como la elección de la reina, tradicionales corridas de toros para festejar al ‘Emporio Musical’ de Cotopaxi.
Corpus Christi:  El Corpus Christi se celebra 60 días después del Domingo de Resurrección en Pujilí  la tradición es celebrar la Octava de Corpus con actos religiosos donde el personaje principal es el Danzante , pero también, con coloridas costumbres con las que los habitantes expresan su fe.
Fiesta del niño de Isinche: Se celebra en honor al niño de Isinche  cada familia en la fiesta organiza la comida y bebida sus personajes son los Yumbos, los caporales, payasos, mayordomo de caporales, chinas, rey ángel, rey moro va acompañado de 4 negros , rey embajador, rey ángel, prioste, los sahumeriantes, las alumbradoras y los cantores.

## Educación
Pujili  posee una de las dos extensiones de la  Universidad Técnica de Cotopaxi.
La Universidad Técnica ofrece cursos en muchos campos de las ciencias y las humanidades. El Campus Principal se encuentra al norte de la ciudad, en el barrio de San Felipe, mientras al sur, en el sector de Salache, se encuentra la Facultad de Ciencias Agropecuarias y Recursos Naturales;

## Pujilenses ilustres
- Guillermo Rodríguez Lara (1924-) es un exdictador, militar, político y agricultor ecuatoriano. Fue presidente del Ecuador en un período de facto durante un lapso que se extendió por casi cuatro años, suceso ocurrido tras el incruento derrocamiento de José María Velasco Ibarra en febrero de 1972.
- Luis Fernando Vivero (1790-1842) Jurista y Prócer de la independencia del Ecuador, nacido en Pujilí en 1790 y fallecido en 1842.
- Pablo Herrera (1820-1896) Vicepresidente de la República del Ecuador,  se desempeñó en el cargo durante el gobierno de los presidentes Antonio Flores Jijón y Luis Cordero Crespo.
- José Mario Ruiz Navas (1930-2020) Obispo de Latacunga, Arzobispo de Portoviejo y presidente de la conferencia Episcopal Ecuatoriana.